# Mauro Fiore
Mauro Fiore (Marzi, 15 november 1964) is een Italiaans cameraman en winnaar van een Oscar voor beste camerawerk met de film Avatar in 2010.
Fiore werd geboren in Marzi in de Italiaanse provincie Cosenza en verhuisde in 1971 naar de Verenigde Staten. Hij is daar in 1982 afgestudeerd aan de Palatine High School en behaalde in 1987 een Bachelor of Arts aan de Columbia College Chicago. Hij begon zijn carrière als gaffer met lowbudgetfilms van filmproducent Roger Corman. De grote stap maakte hij in 1993 waarmee hij als gaffer aan de film Schindler's List  meewerkte van de director of photography Janusz Kaminski en filmregisseur Steven Spielberg. Deze cameraman die veel met Spielberg samenwerkt was ook zijn kamergenoot tijdens zijn studie in Chicago. De samenwerking met de director of photography en filmregisseur kreeg vervolgen waaraan hij ook als second unit in dienst was voor de films The Lost World: Jurassic Park en Amistad. Ook voor John Schwartzman had hij een samenwerking als additionele cameraman en second unit met films The Rock en Armageddon van filmregisseur Michael Bay. In 2005 was Fiore voor Bay de director of photography met The Island. Maar met de filmregisseur Antoine Fuqua had hij het meest een samenwerking waarvan Training Day uit 2001 de eerste was. Fiore was ook cameraman bij documentaires en commercials en is sinds 2005 lid van de American Society of Cinematographers (ASC). Fiore was in de jaren negentig ook de director of photography bij de televisieseries Tracey Takes On... (1997-1998). 

## Filmografie
- 1995: Dominion
- 1995: Soldier Boyz
- 1996: An Occasional Hell
- 1997: Breaking Up
- 1998: Love from Ground Zero
- 1998: Billboard Dad
- 2000: Get Carter
- 2000: Lost Souls
- 2001: Driven
- 2001: The Center of the World
- 2001: Training Day
- 2002: Highway
- 2003: Tears of the Sun
- 2005: The Island
- 2006: Smokin' Aces
- 2007: The Kingdom
- 2009: Avatar
- 2010: The A-Team
- 2011: Real Steel
- 2013: Runner Runner
- 2014: The Equalizer
- 2015: Southpaw
- 2016: The Magnificent Seven
- 2019: X-Men: Dark Phoenix

## Academy Award-nominaties
- 2010: Avatar (gewonnen)